# Molophilus profligatus
Molophilus profligatus là một loài ruồi trong họ Limoniidae. Chúng phân bố ở miền Australasia.